# Državni tožilec
Državni tožilec oz. tožilec je pravnik z opravljenim pravniškim državnim izpitom, ki je imenovan na ta položaj. Poznamo okrožne državne tožilce, okrajne državne tožilce, višje državne tožilce in vrhovne državne tožilce. V Republiki Sloveniji jih imenuje Vlada Republike Slovenije.

## Pooblastila
ima javna pooblastila in ki:
- v kazenskih postopkih zastopa  kazensko obtožnico in obtožni predlog in izvaja pregon kaznivih dejanj skladno z Zakonom o državnem tožilstvu;

- presoja utemeljenost in vlaga izredna pravna sredstva (npr. Zahtevo za varstvo zakonitosti) zoper pravnomočne pravne akte, ki so jih izdala sodišča;

- zastopa javni interes v upravnih in sodnih postopkih, kjer ni podana pristojnost  državnega pravobranilca.

## Organizacija
Organizacijsko so tožilci situirani:
- na Okrožnih državnih tožilstvih za področje okrožnih sodišč, ter izpostavah okrožnih državnih tožilstev na območju okrajnih sodišč. Tu delujejo Okrožni državni tožilci, Okrajni državni tožilci.
- na Vrhovnem državnem tožilstvu. Tu delujejo Višji državni tožilci in Vrhovni državni tožilci.

Državno tožilstvo, kot državni organ, vodi Generalni državni tožilec. Ta je trenutno Katarina Bergant.
Državnega tožilca ne gre zamenjevati z oškodovancem kot tožilcem, prevzemom kazenskega pregona in subsidiarnim tožilcem. Le ti namreč niso državni organ, imajo pa nekatere podobne pristojnosti po Zakonu o kazenskem postopku.